# Michele Serena
Michele Serena (Venècia, 10 de març de 1970) és un exfutbolista i entrenador de futbol italià. Com a futbolista ocupava la posició de defensa.

## Trajectòria
Comença a destacar a les files del Venezia. El 1989 fitxa per la Juventus FC, tot i que només apareix en quatre partits. Posteriorment, recala a l'AC Monza i al Verona, abans de signar per la UC Sampdoria, on hi roman durant tres temporades.
El 1995 marxa a l'ACF Fiorentina, i després de romandre la 98/99 a l'Atlètic de Madrid, de la primera divisió espanyola, jugaria a les files del Parma FC i de l'Inter de Milà, on es retira el 2003, en part a causa de les lesions.
El 5 de setembre de 1998 disputa el seu únic partit amb la selecció absoluta italiana, contra País de Gal·les.
Després de penjar les botes, Serena ha continuat vinculat al món del futbol com a entrenador de futbol. El 2007 es fa càrrec del juvenil del Venezia, i al març del 2008, puja al primer equip. Hi està fins al mes de novembre, quan és destituït pels mals resultats. Poc temps després, al febrer del 2009, torna a prendre les regnes dels venecians.
A la campanya 09/10 fitxa per l'AC Mantova, de la Serie B.